# Шабан, Казимир Аркадьевич
Казимир Аркадьевич Шабан (22 июня 1922 — 9 июля 1945) — лётчик 809-го штурмового авиационного полка (264-й штурмовой авиационной Киевской Краснознамённой ордена Кутузова дивизии, 5-го штурмового авиационного корпуса, 2-й воздушной армии, 1-го Украинского фронта), старший лейтенант. Герой Советского Союза.

## Биография
Родился 22 июня 1922 года в деревне Шабаны ныне Минского района Минской области Белоруссии в крестьянской семье. Белорус. Окончил 10 классов в средней школе номер 3 и аэроклуб в Минске.
В Красную Армию призван Минским горвоенкоматом Белорусской ССР в 1940 году. В 1941 году окончил Тамбовскую школу военных пилотов. На фронтах Великой Отечественной войны с июня 1943 года. Член ВКП(б) с 1944 года.
Лётчик 809-го штурмового авиационного полка старший лейтенант Казимир Шабан к июлю 1944 года на самолёте-штурмовике «Ил-2» совершил сто двадцать три успешных боевых вылета на штурмовку живой силы и техники неприятеля. Участвовал в Курской битве, Корсунь-Шевченковской, Львовско-Сандомирской наступательных операциях, в освобождении Румынии, Венгрии, Чехословакии.
Указом Президиума Верховного Совета СССР от 2 августа 1944 года за образцовое выполнение боевых заданий командования и проявленные при этом мужество и героизм старшему лейтенанту Шабану Казимиру Аркадьевичу присвоено звание Героя Советского Союза с вручением ордена Ленина и медали «Золотая Звезда».
После войны продолжал службу в ВВС заместителем командира авиаэскадрильи. Старший лейтенант К. А. Шабан погиб 9 июля 1945 года в авиакатастрофе на самолёте Ил-10 при исполнении служебных обязанностей в районе города Брно. Похоронен на Втором христианском кладбище в Одессе.

## Награды
Награждён орденом Ленина, тремя орденами Красного Знамени, орденами Александра Невского, Отечественной войны 1-й степени, медалями.

## Память
В Минске на доме по улице Авакяна (бывшей Либавской), 61, и на здании школы, в которой учился Герой, установлены мемориальные доски.